# Diplomacie velkého klacku

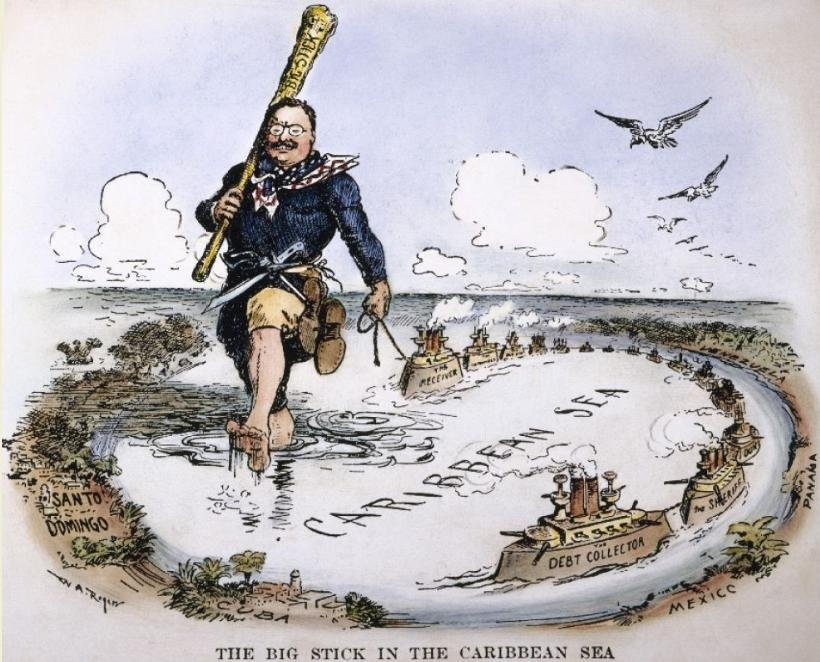
Karikatura uplatňování diplomacie velkého klacku Theodora Roosevelta v Karibiku od Williama Allena Rogerse (1904)

Diplomacie velkého klacku (někdy také politika velkého klacku nebo ideologie velkého klacku) byla uplatňována americkým prezidentem Theodorem Rooseveltem (ve funkci v letech 1901 až 1909). Název je odvozen od Rooseveltova aforismu „Mluv tiše a nos velký klacek; dojdeš daleko“ (anglicky speak softly and carry a big stick; you will go far). Sám Roosevelt popsal svůj styl zahraniční politiky jako „uplatňování inteligentního předvídání a rozhodného jednání dostatečně dlouho před případnou krizí“. V jeho praxi měla diplomacie velkého klacku pět složek. Za prvé bylo nezbytné disponovat značnými a pro protivníka odstrašujícími vojenskými kapacitami. V té době to znamenalo zejména moderním námořnictvem. Dalšími složkami bylo jednat spravedlivě vůči jiným národům; nikdy neblafovat; udeřit pouze tehdy, když jste připraveni zasáhnout tvrdě; a být ochoten dovolit protivníkovi, aby si při porážce „zachoval tvář“.
Podstatou této formy diplomacie byla dovednost mírumilovného vyjednávání, ovšem s možností tvrdé reakce, pokud se vyjednávání nepovede. Současně vyhrožování „velkým klackem“ neboli armádou se silně pojí s pojetím reálpolitiky, která implikuje snahu o politickou moc, která se podobá machiavelistickým ideálům. Je srovnatelná s diplomacií dělových člunů.

## Historie
Ačkoli byl tento princip použit i před Roosevelterm, proslul zejména za jeho prezidentství. Roosevelt několikrát použil námořnictvo coby doplněk své diplomacie během prosazování Monroeovy doktríny, respektive během rozmanitých intervencí v Latinské Americe. Roosevelt také v roce 1907 vyslal na demonstrativní plavbu kolem světa tzv. velkou bílou flotilu. Šlo o flotilu šestnácti bitevních lodí, která během čtrnácti měsíců podnikla plavbu kolem světa. Během plavby flotila kotvila v řadě zemí, kde provedla přátelskou návštěvu a při tom těmto zemím demonstrovala velikost amerického vojenského námořnictva.
V roce 1902 evropské mocnosti (Spojené království, Francie, Itálie a Německo) uvalily námořní blokádu na Venezuelu, která pod vládou prezidenta Cipriana Castra odmítla platit dluh. Castro doufal v zásah USA dle Monroeovy doktríny. Roosevelt však blokádu pouze odsoudil, ale nezasáhl (pouze vyzval evropské státy ke stažení a uvedl v pohotovost námořnictvo na Kubě), jelikož Monroeova doktrína implikovala zásah pouze při vojenské invazi do latinskoamerických zemí. V roce 1904 proto vydal tzv. Rooseveltův dodatek k Monroeově doktríně, ve kterém stanovil, že Spojené státy mohou zasáhnout v zemích Latinské Ameriky i v případě, kdy tyto země zásadně „poruší závazky či poškodí své vztahy vůči civilizovaným zemím“.
Roosevelt tuto diplomacii uplatňoval také při hájení zájmů USA při stavbě průplavu skrz Střední Ameriku (ať už při plánu Nikaragujského průplavu, tak při stavbě Panamského průplavu po jeho převzetí Američany).
Po španělsko-americké válce (1898) USA v letech 1898 až 1902 vojensky okupovaly Kubu. Roosevelt použil svou diplomacii k vyjednání podmínek pro stažení amerických vojsk, a to včetně zachování amerického politického a obchodního vlivu v zemi a získání základny Guantánamo.